# Komitet Olimpijski Nepalu
Komitet Olimpijski Nepalu (nep. नेपाल ओलम्पिक समिति) – nepalskie stowarzyszenie związków i organizacji sportowych. Zajmuje się przede wszystkim organizacją udziału reprezentacji w igrzyskach olimpijskich oraz upowszechnianiem idei olimpijskiej, promocją sportu i reprezentowaniem nepalskiego sportu w organizacjach międzynarodowych, w tym w Międzynarodowym Komitecie Olimpijskim.

## O komitecie
Komitet Olimpijski Nepalu powstał w 1962 roku, rok później przyjęto go do Olimpijskiej Rady Azji i do Międzynarodowego Komitetu Olimpijskiego. Inicjatorem powstania NKO był książę Basundhara Bir Bikram Shah, został on też pierwszym przewodniczącym (do 1967). Do 2017 roku komitet miał jedenastu szefów, najdłużej sprawującym tę funkcję był Sarad Chandra Shah (1977–1988). W 2017 roku był nim Jeevan Ram Shrestha, zaś sekretarzem Lama Tendi Sherpa.

## Imprezy sportowe
Nepalscy sportowcy wystąpili po raz pierwszy na igrzyskach w Tokio w 1964 roku i wyjąwszy igrzyska w Meksyku (1968) startują na letnich igrzyskach nieprzerwanie. Na pierwsze igrzyska wysłano czterech bokserów i dwóch lekkoatletów. Bidhan Lama w 1988 roku zdobył brązowy medal w taekwondo, była to wtedy dyscyplina pokazowa.
Reprezentacja Nepalu wystąpiła także na zimowych igrzyskach, po raz pierwszy miało to miejsce w Salt Lake City w 2002 roku.
Poza tym Komitet Olimpijski Nepalu wysyła sportowców na inne międzynarodowe zawody, w tym m.in. na igrzyska paraolimpijskie, igrzyska azjatyckie i igrzyska Azji Południowej.

## Dyscypliny
Komitet Olimpijski Nepalu skupia na prawach członkostwa 26 związków sportowych. Są to związki następujących dyscyplin: piłka nożna, kabaddi, tenis, tenis stołowy, lekkoatletyka, łucznictwo, badminton, koszykówka, boks, kolarstwo, szermierka, gimnastyka, piłka nożna, hokej na trawie, judo, karate, kajakarstwo, strzelectwo, narciarstwo, pływanie, taekwondo, triathlon, siatkówka, podnoszenie ciężarów, zapasy, wushu.